# Sevilla Fútbol Club (femminile)
Il Sevilla Fútbol Club, indicato anche come Sevilla FC o semplicemente Sevilla e noto in lingua italiana con il nome dell'esonimo della sede societaria, è una squadra di calcio femminile spagnola, sezione femminile dell'omonimo club con sede nella città di Siviglia, capoluogo della Comunità Autonoma dell'Andalusia e dell'omonima provincia.
Il migliore risultato ottenuto in campionato è l'undicesimo posto in Superliga Femenina, l'allora denominazione del primo livello del campionato spagnolo, conquistato al termine della stagione d'esordio, la 2009-2010.

## Storia

### La collaborazione con l'Híspalis
Nel 2004 il Sevilla FC decide di sostenere la squadra femminile dell'Híspalis, concedendo di utilizzare i colori sociali e distintivi del club, nonché allenarsi e giocare le partite casalinghe presso la Ciudad Deportiva José Ramón Cisneros Palacios. La squadra disputò quattro campionati consecutivi con i colori del Siviglia, ottenendo in quel periodo i risultati più significativi della loro storia sportiva. Al termine della stagione 2005-2006 conquista 60 punti, a pari merito del Espanyol, tuttavia avendo vinto 19 incontri contro i 20 delle avversarie, il titolo viene assegnato al club di Barcellona. La classifica delle marcatrici vede comunque premiata Auxiliadora Jiménez che con 29 reti siglate supera di nove lunghezze Sara, migliore marcatrice dell'Espanyol.
Al termine della stagione 2007-08 la squadra si classifica all'ultima posizione e retrocede in Primera Nacional (secondo livello) e prima dell'inizio della nuova stagione, con la creazione di una propria sezione femminile, il sodalizio con il Siviglia cessa e la squadra torna ai vecchi colori sociali.

## Palmarès
- Campionato spagnolo di seconda divisione: 2

2011-2012, 2016-2017

## Organico

### Rosa 2021-2022
Rosa, ruoli e numeri di maglia tratti dal sito ufficiale e sito LaLiga.com, aggiornati al 28 settembre 2021.
| N. |                        | Ruolo | Calciatrice        |
| -- | ---------------------- | ----- | ------------------ |
| 1  | Spagna (bandiera)      | P     | Noelia Ramos       |
| 3  | Spagna (bandiera)      | D     | Lucía Ramírez      |
| 4  | Stati Uniti (bandiera) | D     | Luca Deza          |
| 5  | Colombia (bandiera)    | C     | Isabella Echeverri |
| 6  | Spagna (bandiera)      | C     | Nagore             |
| 7  | Namibia (bandiera)     | A     | Zenatha Coleman    |
| 8  | Paraguay (bandiera)    | A     | Jessica Martínez   |
| 9  | Spagna (bandiera)      | A     | Ana Franco         |
| 10 | Spagna (bandiera)      | C     | Inma Gabarro       |
| 11 | Stati Uniti (bandiera) | A     | Toni Payne         |
| 14 | Spagna (bandiera)      | D     | Rosa Otermín       |

| N. |                        | Ruolo | Calciatrice         |
| -- | ---------------------- | ----- | ------------------- |
| 15 | Spagna (bandiera)      | C     | Amparito            |
| 16 | Spagna (bandiera)      | C     | Almudena Rivero     |
| 17 | Spagna (bandiera)      | D     | Débora García       |
| 18 | Rep. Ceca (bandiera)   | C     | Klára Cahynová      |
| 19 | Spagna (bandiera)      | D     | Paula Nicart        |
| 20 | Cile (bandiera)        | D     | Javiera Toro        |
| 21 | Spagna (bandiera)      | A     | Eli Del Estal       |
| 22 | Stati Uniti (bandiera) | C     | Michele Vasconcelos |
| 23 | Colombia (bandiera)    | C     | Natalia Gaitán      |
| 24 | Spagna (bandiera)      | P     | Esther Sullastres   |
| 26 | Spagna (bandiera)      | D     | Teresa Mérida       |

### Rosa 2020-2021
Rosa, ruoli e numeri di maglia tratti dal sito ufficiale e sito LaLiga.com, aggiornati al 6 settembre 2020.
| N. |                        | Ruolo | Calciatrice        |
| -- | ---------------------- | ----- | ------------------ |
| 1  | Spagna (bandiera)      | P     | Noelia Ramos       |
| 3  | Spagna (bandiera)      | D     | Lucía Ramírez      |
| 5  | Colombia (bandiera)    | C     | Isabella Echeverri |
| 6  | Spagna (bandiera)      | C     | Nagore             |
| 9  | Spagna (bandiera)      | A     | Raquel Pinel       |
| 10 | Spagna (bandiera)      | C     | Virgy              |
| 11 | Stati Uniti (bandiera) | C     | Toni Payne         |
| 14 | Spagna (bandiera)      | D     | María Bores        |
| 15 | Spagna (bandiera)      | C     | Amparo             |
| 21 | Spagna (bandiera)      | D     | Maite Albarrán     |
| 22 | Spagna (bandiera)      | P     | Sara Serrat        |

| N. |                      | Ruolo | Calciatrice     |
| -- | -------------------- | ----- | --------------- |
| 24 | Spagna (bandiera)    | C     | Ana Franco      |
| 26 | Spagna (bandiera)    | D     | Almudena Rivero |
| 27 | Spagna (bandiera)    | D     | Nazaret Martín  |
| 28 | Spagna (bandiera)    | C     | Inma Gabarro    |
|    | Cile (bandiera)      | D     | Javiera Toro    |
|    | Francia (bandiera)   | D     | Kelly Gadéa     |
|    | Colombia (bandiera)  | C     | Natalia Gaitán  |
|    | Australia (bandiera) | C     | Aivi Luik       |
|    | Spagna (bandiera)    | A     | Carla Armengol  |
|    | Namibia (bandiera)   | A     | Zenatha Coleman |
|    | Spagna (bandiera)    | A     | Claudia Pina    |

### Rosa 2017-2018
Rosa aggiornata al 10 gennaio 2018.
| N. |                    | Ruolo | Calciatrice      |
| -- | ------------------ | ----- | ---------------- |
| 1  | Messico (bandiera) | P     | Pamela Tajonar   |
| 2  | Spagna (bandiera)  | D     | Rocío Delgado    |
| 3  | Spagna (bandiera)  | D     | Lucía Ramírez    |
| 4  | Spagna (bandiera)  | D     | Marta Carrasco   |
| 6  | Spagna (bandiera)  | C     | Andrea Domínguez |
| 7  | Spagna (bandiera)  | D     | Natalia Benítez  |
| 8  | Spagna (bandiera)  | C     | Nagore Calderón  |
| 9  | Spagna (bandiera)  | C     | OIiva Polvillo   |
| 10 | Spagna (bandiera)  | C     | Alicia Fuentes   |
| 11 | Spagna (bandiera)  | C     | Lucía Méndez     |

| N. |                    | Ruolo | Calciatrice        |
| -- | ------------------ | ----- | ------------------ |
| 12 | Spagna (bandiera)  | A     | Jenifer Morilla    |
| 13 | Spagna (bandiera)  | P     | Itziar Martínez    |
| 14 | Spagna (bandiera)  | D     | María Bores        |
| 15 | Spagna (bandiera)  | C     | Amparo Delgado     |
| 16 | Spagna (bandiera)  | C     | Saira Posada       |
| 17 | Spagna (bandiera)  | C     | Helena Torres      |
| 18 | Italia (bandiera)  | A     | Martina Piemonte   |
| 19 | Spagna (bandiera)  | A     | Olga Carmona       |
| 21 | Spagna (bandiera)  | D     | Maite Albarrán     |
| 22 | Romania (bandiera) | D     | Olivia Maria Oprea |